# هارولد یگرز
هارولد یگرز (انگلیسی: Harold Jeghers؛ ‏ ۲۶ سپتامبر ۱۹۰۴ – ۱ ژانویهٔ ۱۹۹۰) پزشک متخصص داخلی و استاد دانشگاه اهل ایالات متحده آمریکا بود که بیشتر به دلیل توصیف سندرم پوتز-جگرز، نوعی اختلال ارثی با پولیپ‌های متعدد دستگاه گوارش و ماکول‌های رنگدانه‌دار پُررنگ (هایپرپیگمانته) در دهان و لب‌ها شناخته می‌شود.
وی دانش‌آموختهٔ رشتهٔ زیست‌شناسی در مؤسسه پلی‌تکنیک رنسلیر و رشتهٔ پزشکی در دانشگاه کیس وسترن رزرو بود که در سال ۱۹۳۲ فارغ‌التحصیل شد. وی در سال ۱۹۴۶ رئیس دپارتمان پزشکی دانشگاه جرج‌تاون و از سال ۱۹۵۶ استادتمامِ دانشگاه سیتون هال و سرانجام از سال ۱۹۶۶ استاد رشتهٔ پزشکی در دانشکدهٔ پزشکی دانشگاه تافتس شد. او در سال ۱۹۷۴ بازنشسته شد.